# Villalafuente
Villalafuente es una localidad y también una pedanía del municipio de Saldaña situada en la provincia de Palencia, comunidad autónoma de Castilla y León (España).

## Economía y recursos
- Agricultura y ganadería

- Aguas «Camino de Villalafuente», declaradas de condición mineral natural el 3/2/2005 (BOE n.º 45 de 25/2/2005).

- Centro Etnográfico de Arquitectura Tradicional de Villalafuente

## Datos básicos
- Dista 69 kilómetros de la ciudad de Palencia.
- Se encuentra a 950 metros sobre el nivel del mar.
- Es una de las localidades de la comarca de Vega-Valdavia, a orillas del río Valdecuriada.
- Pertenece al municipio de Saldaña desde 1974.

## Demografía
Evolución de la población en el siglo XXI
| Gráfica de evolución demográfica de Calzadilla de la Cueza entre 2000 y 2020 |
|                                                                              |
| Población de derecho (2000-2020) según el padrón municipal del INE           |

## Historia
En 1352, según el Becerro de las Behetrías de Castilla, "Villa Lafuente" era uno de los muchos pueblos de la merindad de Saldaña.
Según documentación de la parroquia de Villalafuente, en 1508, el rey Fernando II de Aragón, el Católico, estuvo cazando por el entorno de Saldaña y pernoctó en la casa de los Cartagena de esta última localidad.
En 1547, Pedro Herrero y Pedro Pérez, vecinos de Villalafuente, en "Tierra de Saldaña", iniciaron sendos expedientes para probar su hidalguía ante la Real Chancillería de Valladolid.
Años más tarde, en 1624, Felipe de la Vega, vecino de Villalafuente, también probó hidalguía.
A la caída del Antiguo Régimen la localidad se constituye en municipio constitucional, conocido entonces como Villa la Fuente y que en el censo de 1842 contaba con 9 hogares y 147 vecinos, para posteriormente integrarse en Membrillar hasta 1974, año en el que fue incorporado al de Saldaña, y su parroquia formó parte de la diócesis de León hasta 1956.
En la década de 1830, Villalafuente producía trigo y cebada de superior calidad, buen vino y legumbres, y cría ganado lanar y algo de vacuno y caballar. Industria: 2 molinos de aceite de linaza.